# Калібр 20 мм

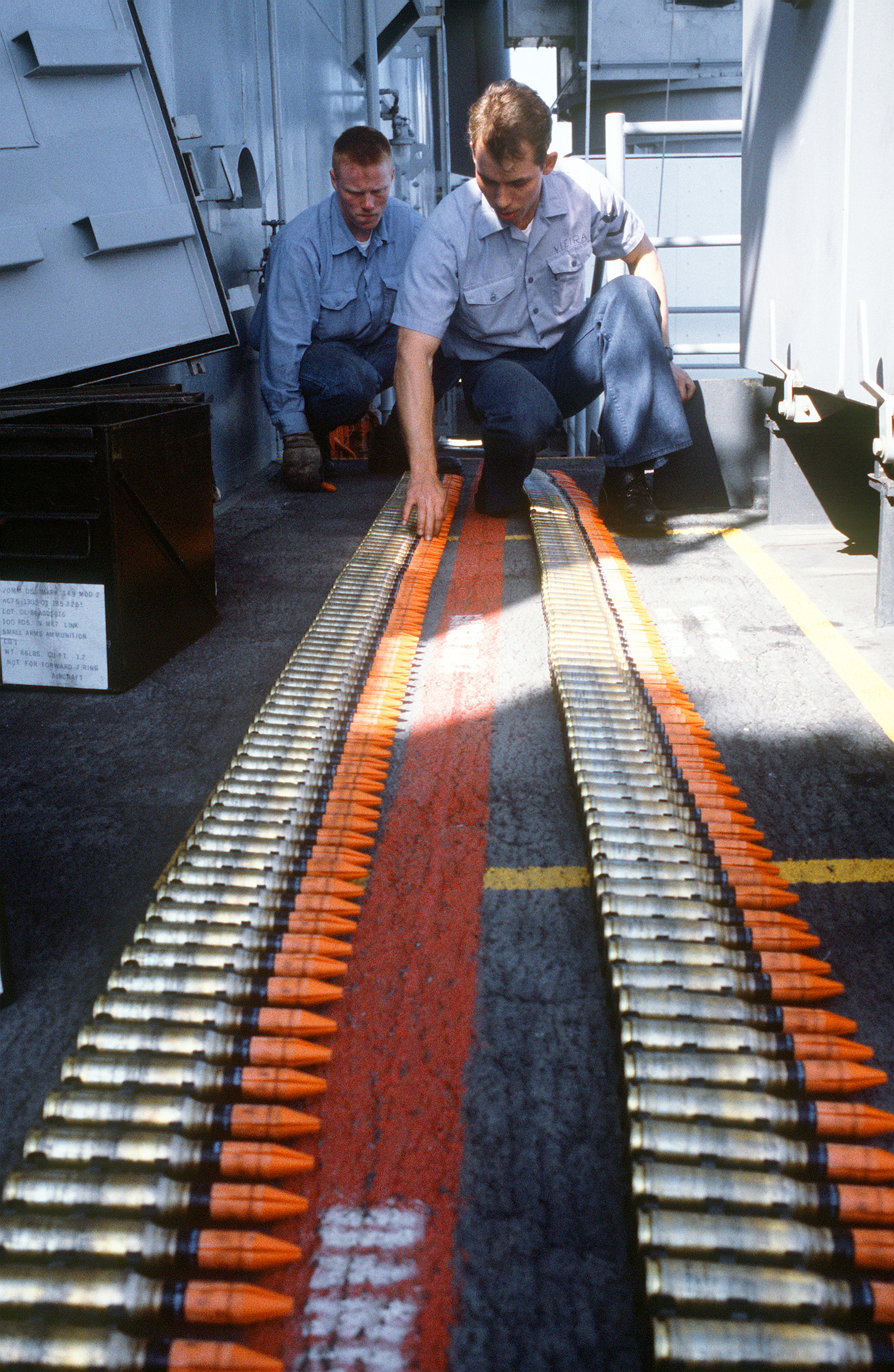
Помічники артилериста оглядають стрічку Mark 149 Mod 2 на наявність пошкоджень перед завантаженням в магазин зенітної гармати Mark 16 Phalanx (20×102 мм) на борту лінкору Міссуріі (BB-63).

Калібр 20 мм — один з калібрів, який найчастіше використовують у автоматичній артилерії, також іноді у протитанкових рушницях. 20-мм боєприпаси мають зовнішній діаметр кулі 20 міліметрів в метричній системі або 0,79 англійського дюйма. Часто, але не завжди, снаряди 20-мм пострілів можуть начиняти вибухівкою.
Один з найпоширеніших боєприпасів 20×102 мм має 100-грамову кулю з початковою швидкістю 1035 м/с і дуловою енергією 53 467 джоулів.
20-мм снаряди призначені, головним чином, проти великих цілей, таких як транспорт, бронетехніка, літаки, вертольоти, будівлі або скупчення живої сили противника.

## Типи
- Осколково-фугасні
- Осколково-фугасні запальні
- Бронебійні
- Бронебійно-запальні
- Підкаліберні
- Інертні
- Інертні трасуючі

## Зброя

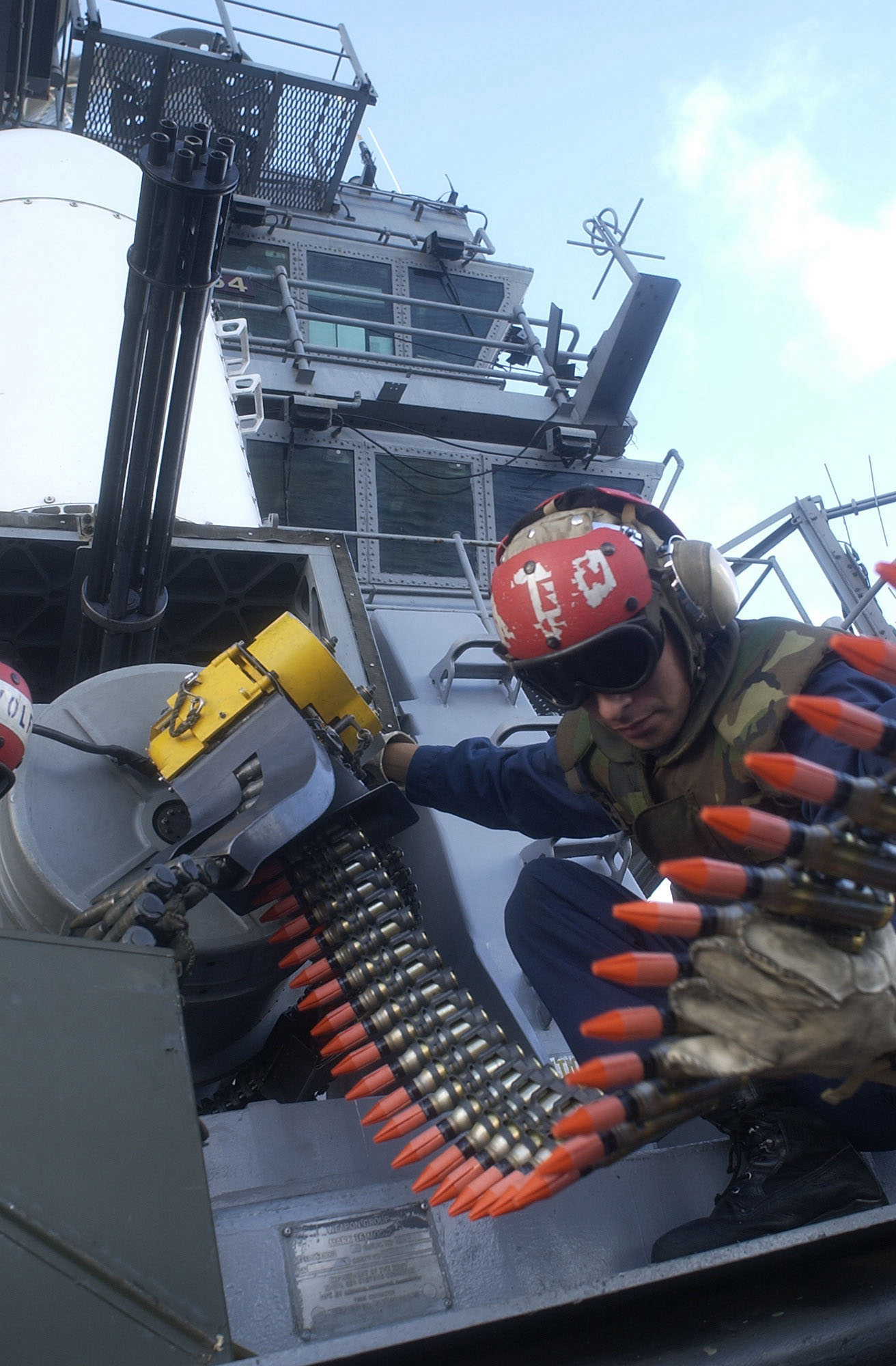
На борту авіаносця USS Constellation (CV-64) ВМС США Вільям Мак-Кінні направляє 20 мм стрічку при її завантаженні в зенітну гармату Mark 16 Phalanx під час проведення операції «Нескорена свобода» 14 листопада 2002 року.

### Післявоєнні
20×82 мм
- Відхвансак (снайперська гармата)
- Denel NTW-20: 20×82 мм або 20×110 мм (снайперська гармата)

20×102 мм
- Anzio (снайперська гармата)
- Араш (снайперська гармата)
- M61 Vulcan (PGU-28/B)
- M197
- M39
- GIAT M621

20×110 мм
- Mark 4: 20×110 мм RB Oerlikon 'S'
- Hispano-Suiza HS.804
- Mark 16
- RT-20 (снайперська гармата)
- М55

20×128 мм
- Ерлікон KAA & KAB (раніше Oerlikon 204GK и 5TG)
- Meroka CIWS

20×139 мм
- Oerlikon KAD (раніше Hispano-Suiza HS.820)
- GIAT F2 (або Nexter M693)
- Rheinmetall Rh 202
- Denel Land Systems GI-2

### Друга світова війна
- Bofors m/40: 20×145 мм R
- Bofors m/45: 20×110 мм
- Bofors m/49: 20×110 мм
- Colt Mk 12: 20×110 мм USN (Mk 12 версія HS.404)
- Hispano-Suiza HS.404: 20×110 мм
- Hispano-Suiza HS.804: 20×110 мм
- Ho-5: 20×94 мм
- Lahti L-39: 20×138 мм B (Solothurn Long)
- Madsen 20 mm: 20×120 мм
- Mauser MG 213: 20×135 мм
- MG FF/M: 20×80 мм RB
- Mauser MG 151/20: 20×82 мм
- Nkm wz.38 FK: 20×138 мм B
- Oerlikon FF: 20×72 мм RB
- Oerlikon F, FFL: 20×110 мм RB
- Rheinmetall FlaK 38: 20×138 мм B
- Solothurn S-18/100: 20×105 мм B
- Solothurn S-18/1000: 20×138 мм B
- Тип 99: 20×72 мм RB (model 1), 20×101 мм RB (model 2)
- Б-20: 20×99 мм
- ШВАК: 20×99 мм R